# Szajna-parti kisasszonyok (festmény)
A Szajna-parti kisasszonyok Gustave Courbet francia realista festő, az impresszionizmus egyik előfutárának 1856-ban készült képe.
A Szajna-parti kisasszonyokat az 1857-es tárlaton állította ki a festő. A kép heves bírálatokat kapott, Jules Champfleury francia műkritikus azt rótta fel Courbet-nak, hogy eltávolodott a realizmustól. A festő korábbi védelmezője, a szocialista Pierre-Joseph Proudhon így írt: „Ösztönös félelmet érez az ember ezektől a hol koncentrált, hol féktelen, soha ki nem elégített szenvedélyű lényektől (...) Van bennük valami a vámpírból, a saját vérük árán szeretnék eloltani az őket emésztő tüzet”.
A kép két prostituáltat ábrázol. A szemlélőhöz közelebb fekvő nő levetett ruháján álmodozik, és így láthatóvá válik fűzője és alsószoknyája. A kép a korabeli társadalom álszentségét ostorozta, és utat tört az utódoknak. Néhány évvel később Paul Cezanne így értékelte az alkotást: „Ó, ezek a kisasszonyok! Lendület, szabadság, kellemes bágyadtság, könnyed testtartás, amit Manet-nek nem sikerült visszaadnia a Reggeli-ben. Ujjatlan női kesztyűk, csipkék, a szoknya hullámokkal megtört selyme, a vörös színek árnyalatai... Gömbölyded válluk, teltkarcsú testük. A természet mostohán bánt velük...Izzadságuk forró gyöngyözése... És milyen remekül van ábrázolva!”